# Kadzidło (gemeente)
De gemeente Kadzidło is een landgemeente in het Poolse woiwodschap Mazovië, in het district Ostrołęka.
De zetel van de gemeente is in Kadzidło.
Op 30 juni 2004 telde de gemeente 11 007 inwoners.

## Oppervlakte gegevens
In 2002 bedroeg de totale oppervlakte van gemeente Kadzidło 258,94 km², waarvan:
- agrarisch gebied: 54%
- bossen: 40%

De gemeente beslaat 12,33% van de totale oppervlakte van het district.

## Demografie
Stand op 30 juni 2004:
| Omschrijving                   | Totaal | Totaal | Vrouwen | Vrouwen | Mannen | Mannen |
| ------------------------------ | ------ | ------ | ------- | ------- | ------ | ------ |
| eenheid                        | aantal | %      | aantal  | %       | aantal | %      |
| inwoners                       | 11 007 | 100    | 5356    | 48,7    | 5651   | 51,3   |
| bevolkingsdichtheid (inw./km²) | 42,5   | 42,5   | 20,7    | 20,7    | 21,8   | 21,8   |

In 2002 bedroeg het gemiddelde inkomen per inwoner 1307,98 zł.

## Administratieve plaatsen (sołectwo)
Brzozowa, Brzozówka, Czarnia, Chudek, Dylewo Nowe, Dylewo, Golanka, Grale, Gleba, Jazgarka, Jeglijowiec, Kadzidło, Kierzek, Klimki, Krobia, Kuczyńskie, Piasecznia, Rososz, Siarcza Łąka, Sól, Strzałki, Tatary, Todzia, Wach.
Zonder de status sołectwo : Karaska, Podgórze.

## Aangrenzende gemeenten
Baranowo, Lelis, Łyse, Myszyniec, Zbójna
- Virtual International Authority File: 153149841870802840061